# Rourea chrysomalla
Rourea chrysomalla är en tvåhjärtbladig växtart som beskrevs av Glaziou och Schellenb.. Rourea chrysomalla ingår i släktet Rourea och familjen Connaraceae. Inga underarter finns listade i Catalogue of Life.